# Thomas Mifflin
Thomas Mifflin, né le 10 janvier 1744 à Philadelphie et mort le 20 janvier 1800 à Lancaster, est un homme politique et commerçant américain. 
Général de division dans l'Armée continentale pendant la révolution américaine, il est membre de l'Assemblée de la province de Pennsylvanie, membre du Congrès continental pour la Pennsylvanie, président du Congrès continental et délégué à la Convention de Philadelphie. Il a servi comme président de la Chambre des représentants de la Pennsylvanie, président du Conseil suprême exécutif de Pennsylvanie et comme le premier gouverneur de la Pennsylvanie.
Il est l'un des signataires de la Constitution des États-Unis et donc un des Pères fondateurs des États-Unis.